# Parvicellula
Parvicellula är ett släkte av tvåvingar inom familjen svampmyggor.
Släktet beskrevs 1896 av Patrick Marshall och dess typart är Parvicellula triangula
Släktet är känt från Nya Zeeland.
Flertalet arter inom släktet beskrevs 1927 av den belgiska entymologen André Léon Tonnoir tillsammans med den brittiska entymologen Frederick Wallace Edwards i artikeln "New Zealand Fungus Gnats (Diptera, Mycetophilidae)" i publikationen Transactions and Proceedings of the Royal Society of New Zealand, volym 57.

## Arter
Arter i bokstavsordning enligt Catalogue of Life:
- Parvicellula apicalis
- Parvicellula fasciepnnis
- Parvicellula flabellifera
- Parvicellula gracilis
- Parvicellula hamata
- Parvicellula nigricoxa
- Parvicellula obscura
- Parvicellula producta
- Parvicellula quadripectinata
- Parvicellula ruficoxa
- Parvicellula shannoni
- Parvicellula subhamata
- Parvicellula triangula